# Dorfkirche Steinsdorf (Plauen)

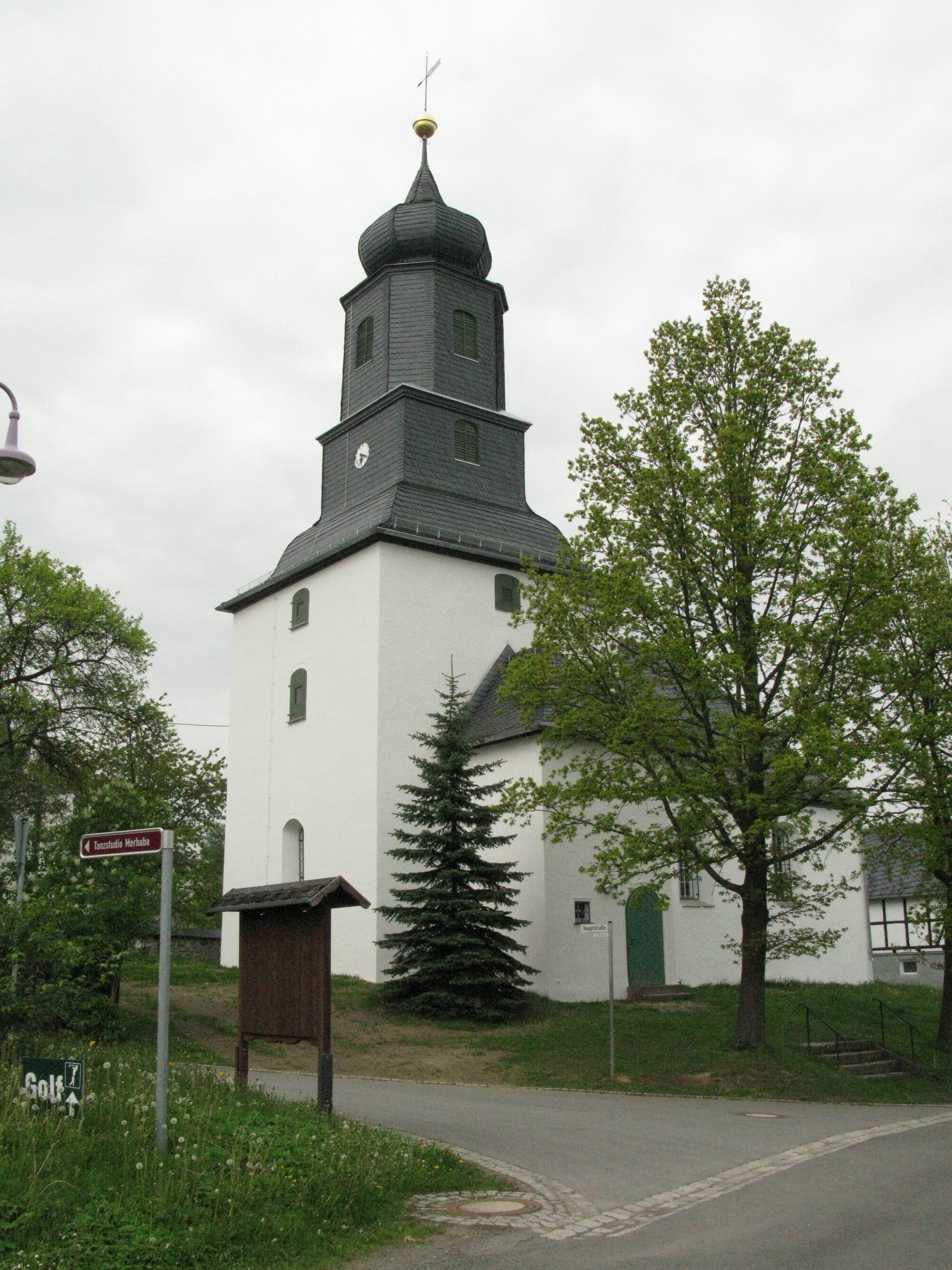
Kirche Steinsdorf

Die evangelische Dorfkirche Steinsdorf ist eine im Kern gotische Saalkirche im Ortsteil Steinsdorf von Plauen im Vogtlandkreis in Sachsen. Sie gehört zur Kirchengemeinde Jößnitz-Steinsdorf im Kirchenbezirk Vogtland der Evangelisch-Lutherischen Landeskirche Sachsens.

## Geschichte und Architektur
Die kleine Saalkirche entstand vermutlich um das Jahr 1400. Veränderungen und Umbauten wurden in den Jahren um 1700 und 1786 vorgenommen; der überdimensionale Turm wurde 1745 erbaut. Restaurierungen erfolgten in den Jahren 1935, 1951 und 1977/78; bei der letzteren wurde die Raumfassung des späten 18. Jahrhunderts freigelegt. Das Bauwerk ist ein verputzter Bruchsteinbau mit geradem Schluss. Der Westturm ist in Saalbreite über quadratischem Grundriss erbaut, der verschieferte Abschluss endet in einer Welschen Haube mit Laterne und Zwiebel. Das Innere ist von einer malerisch barocken Wirkung; an der flachen Decke sind geometrische Felder des 17. Jahrhunderts aufgelegt. Der Raum wird von eingeschossigen Emporen des 17. und 18. Jahrhunderts eingefasst, deren Brüstungen im 18. Jahrhundert ornamental bemalt wurden und an der Ostseite mit rustikalen Schnitzereien verziert sind.

## Ausstattung
Das Hauptstück der Ausstattung ist ein fein gearbeiteter Flügelaltar, ein Frühwerk von Peter Breuer mit der Jahreszahl 1497, das 1991 restauriert wurde. In der im Jahr 1953 wiederaufgefundenen Predella, die 1954 restauriert wurde, ist das Schweißtuch der heiligen Veronika gemalt dargestellt; im Mittelschrein sind Schnitzfiguren der Muttergottes, flankiert von den Heiligen Nikolaus und Martin aufgestellt. Auf den Flügeln sind die Heiligen Paulus, Petrus, Ignatius von Loyola und Franz von Assisi sowie Sebastian, Rochus, Johannes der Evangelist und Christophorus gemalt dargestellt; auf den Rückseiten die Heiligen Katharina und Barbara.
Die aufwendig geschnitzte Kanzel, die Taufe und die Chorschranken stammen vermutlich aus einer Freiberger Schnitzwerkstatt aus der Zeit um 1700. Am Kanzelkorb sind kleine Figuren von Christus und den Evangelisten zu sehen. Die Taufe wird von einem sitzenden Engel getragen und hat einen prachtvollen Deckel, der zwischen geschnitzten Ranken kleine Engel und darüber eine Taufgruppe und Gottvater zeigt.
Die Chorschranken sind mit flachen Rankenschnitzereien mit Weinlaub und Trauben verziert und wurden vermutlich von Christian Preller aus Elsterberg im frühen 18. Jahrhundert geschaffen.
Die Orgel ist ein Werk von Carl Wolf aus dem Jahr 1844 mit heute 14 Registern auf zwei Manualen und Pedal, das 1896 von Emil Müller umgebaut und erweitert wurde.